# Ahora 12
El programa Ahora 12 es una iniciativa del Ministerio de Economía de Argentina lanzada en 2014 durante el gobierno de Cristina Fernández de Kirchner con el objetivo de financiar el consumo de bienes en 12, 18, 3 o 6 cuotas con tarjeta de crédito.

## Historia
En septiembre de 2014 entró en vigencia el programa Ahora 12 que les permitía a los consumidores adquirir productos de línea blanca, textiles, motocicletas, muebles, entre otros bienes de consumo, en doce cuotas sin interés con una gran variedad de tarjetas de crédito. El programa apuntaba a fomentar el consumo, el comercio, el empleo y la industria en una época donde el promedio de inflación anual era del 20 %.
En 18 meses, más de 166 169 comercios se adhirieron en todo el país, alcanzando ventas por 22 968 millones de pesos y superando las 12 millones de operaciones (un promedio de 2000 pesos por operación). Asimismo las ventas crecieron a una tasa semanal acumulada del 11 %. El mayor volumen de ventas desde su inicio se registró en los rubros de indumentaria (38 %), materiales para la construcción (19 %) y línea blanca —heladeras, lavarropas— (14 %).
Con este programa los comercios pasaron a pagar un 10% de financiamiento (en lugar de 26%) y esta diferencia fue absorbida por los bancos.
Luego se lanzaron otras variantes del programa, como Ahora 18 con la misma lógica (pero en más cuotas para productos masivos).